# Biotoecus
Biotoecus – rodzaj słodkowodnych ryb okoniokształtnych z rodziny pielęgnicowatych.
Występowanie: Ameryka Południowa

## Klasyfikacja
Gatunki zaliczane do tego rodzaju:
- Biotoecus dicentrarchus
- Biotoecus opercularis